# Château d'Ouville
Le château d'Ouville est une demeure du XVIIe siècle-XVIIIe siècle qui se dresse sur le territoire de la commune française de Ouville-l'Abbaye, dans le département de la Seine-Maritime, en région Normandie.
Le château est inscrit au titre des monuments historiques.

## Localisation
Le château est situé sur la commune d'Ouville-l'Abbaye, dans le département français de la Seine-Maritime.

## Historique
Le château est daté du XVIIe siècle et construit comme résidence d'été pour Jean de La Place.
Il passe à la famille Dambray puis à la famille du Val de l'Escaude qui l'occupe jusqu'au début des années 1920.

## Description
L'édifice est construit en briques, pierres et ardoises.

## Protection au titre des monuments historiques
Des éléments sont inscrits par arrêté du 1er juillet 1991 : château ; puits ; façades et toitures des étables et de la remise à gibier ; écuries ; façades et toitures des deux pavillons d'entrée ; avant-cour, cour d'honneur et ancien jardin ; avenue plantée et ancien vivier.